# Sở Hùng (thành phố cấp huyện)
Sở Hùng (tiếng Trung: 楚雄市; bính âm: Chǔxióng shì) là một thành phố cấp huyện, thủ phủ của Châu tự trị dân tộc Di Sở Hùng ở tỉnh Vân Nam của Trung Quốc.
Sở Hùng cách Côn Minh 127 km về phía tây theo quốc lộ GZ65. Sở Hùng nằm giữa các dãy núi về các phía trong một cao nguyên cao khoảng 1750 m. Dân số Sở Hùng là 130.000 người còn dân số toàn châu tự trị này là 2.543.530 người. Sở Hùng là chặng dừng đầu tiên từ Đại Lý đi Lệ Giang. Đại Lý cách Sở Hùng 180 km về phía tây bắc còn Lệ Giang cách 6 tiếng chạy xe từ Sở Hùng.